# Sigrid Romero Duque
Sigrid Romero Duque (Cali, 22 de mayo de 1989) es una deportista colombiana de la especialidad de Tiro con arco que fue campeona suramericana en Medellín 2010. Nació en Cali, Colombia el 22 de mayo de 1989.

## Trayectoria
La trayectoria deportiva de Sigrid Romero Duque se identifica por su participación en los siguientes eventos nacionales e internacionales:

### Juegos Panamericanos

#### Juegos Panamericanos de 2007
Su participación en los juegos de Río de Janeiro 2007 se destaca por la obtención del oro en la prueba por equipos junto con Ana María Rendón y Natalia Sánchez Echeverri.
- , Medalla de oro: Tiro con Arco equipos femenino

### Juegos Suramericanos
Fue reconocido su triunfo de ser el décima deportista con el mayor número de medallas de la selección de  Colombia en los juegos de Medellín 2010.

#### Juegos Suramericanos de 2010
Su desempeño en la novena edición de los juegos, se identificó por ser el vigésima primera deportista con el mayor número de medallas entre todos los participantes del evento, con un total de 7 medallas:

- , Medalla de oro: 50 m Tiro al Arco Recurvo Mujeres
- , Medalla de oro: Tiro con Arco Recurvo 70m Mujeres
- , Medalla de oro: Tiro con Arco Recurvo Sumario General Distancias Mujeres
- , Medalla de plata: Tiro con Arco Recurvo 30m Mujeres
- , Medalla de plata: Tiro con Arco Recurvo Individual General Mujeres
- , Medalla de plata: Tiro con Arco Recurvo equipos femenino
- , Medalla de bronce: Tiro con Arco Recurvo 60 m Mujeres